# Estadio Bollaert-Delelis
El Estadio Bollaert-Delelis, hasta 2014 llamado Estadio Félix Bollaert, es un estadio de fútbol ubicado en la ciudad de Lens, región de Paso de Calais, Francia. Fue inaugurado en 1933 y posee una capacidad para 41 000 espectadores.

## Historia
El estadio lleva el nombre de dos hombres importantes en la historia del Racing Club de Lens: Félix Bollaert, director comercial de la empresa minera de Lens ansioso por promover el desarrollo de los clubes deportivos en el área y que decidió construir el estadio en 1931, y André Delelis alcalde de Lens y ministro del gobierno de Pierre Mauroy que "salvó" al estadio y al club de la quiebra en su momento, al final de la minería del carbón, principal sostenedor económico del club.
Como anécdota, su capacidad (41 809) es superior a la población de la ciudad de Lens (36 823 habitantes).
El recinto ha albergado importantes eventos deportivos como la Eurocopa 1984, la Copa Mundial de Fútbol de 1998, la Copa Mundial de Rugby de 2007 y la Eurocopa 2016.

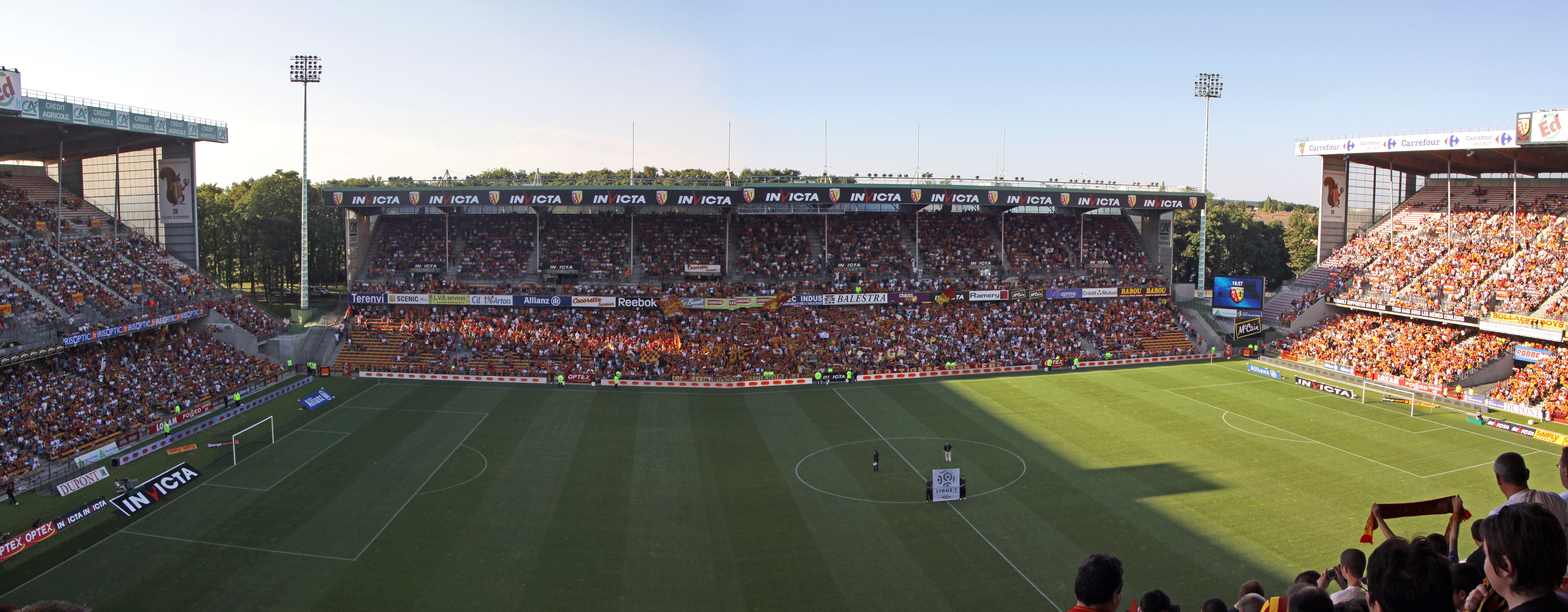
Imagen panorámica del interior del estadio, anterior a la reforma de 2014.

## Eventos disputados

### Eurocopa 1984
- El estadio albergó dos partidos de la Eurocopa 1984.
| Fecha               | Selección #1     | Resultado | Selección #2 | Ronda                 | Espectadores |
| ------------------- | ---------------- | --------- | ------------ | --------------------- | ------------ |
| 13 de junio de 1984 | Bélgica          | 2 - 0     | Yugoslavia   | Primera fase, Grupo A | 40 000       |
| 17 de junio de 1984 | Alemania Federal | 2 - 1     | Rumania      | Primera fase, Grupo B | 31 803       |

### Copa Mundial de Fútbol de 1998
- El estadio albergó seis partidos de la Copa Mundial de Fútbol de 1998.
| Fecha               | Selección #1   | Resultado | Selección #2  | Ronda                 | Espectadores |
| ------------------- | -------------- | --------- | ------------- | --------------------- | ------------ |
| 12 de junio de 1998 | Arabia Saudita | 0 - 1     | Dinamarca     | Primera fase, Grupo C | 38 140       |
| 14 de junio de 1998 | Jamaica        | 1 - 3     | Croacia       | Primera fase, Grupo H | 38 058       |
| 21 de junio de 1998 | Alemania       | 2 - 2     | RF Yugoslavia | Primera fase, Grupo F | 38 100       |
| 24 de junio de 1998 | España         | 6 - 1     | Bulgaria      | Primera fase, Grupo D | 30 600       |
| 26 de junio de 1998 | Colombia       | 0 - 2     | Inglaterra    | Primera fase, Grupo G | 38 100       |
| 28 de junio de 1998 | Francia        | 1 - 0     | Paraguay      | Octavos de final      | 38 100       |

### Mundial de Rugby 2007
- En el estadio se disputaron tres encuentros de la Copa Mundial de Rugby de 2007.
| Fecha                    | Selección #1 | Resultado | Selección #2   | Ronda                 | Espectadores |
| ------------------------ | ------------ | --------- | -------------- | --------------------- | ------------ |
| 8 de septiembre de 2007  | Inglaterra   | 28 - 10   | Estados Unidos | Primera fase, Grupo A | 35 000       |
| 22 de septiembre de 2007 | Sudáfrica    | 30 - 25   | Tonga          | Primera fase, Grupo A | 41 800       |
| 26 de septiembre de 2007 | Georgia      | 30 - 0    | Namibia        | Primera fase, Grupo D | 35 500       |

### Eurocopa 2016
- El estadio albergó cuatro partidos de la Eurocopa 2016.
| Fecha               | Selección #1    | Resultado | Selección #2 | Ronda                 | Espectadores |
| ------------------- | --------------- | --------- | ------------ | --------------------- | ------------ |
| 11 de junio de 2016 | Albania         | 0 - 1     | Suiza        | Primera Fase, Grupo A | 33 805       |
| 16 de junio de 2016 | Inglaterra      | 2 - 1     | Gales        | Primera Fase, Grupo B | 34 033       |
| 21 de junio de 2016 | República Checa | 0 - 2     | Turquía      | Primera Fase, Grupo D | 32 836       |
| 25 de junio de 2016 | Croacia         | 0 - 1     | Portugal     | Octavos de final      | 33 523       |